# Isoetes esbaughii
Isoetes esbaughii är en kärlväxtart som beskrevs av Hickey. Isoetes esbaughii ingår i släktet braxengräs, och familjen Isoetaceae. Inga underarter finns listade i Catalogue of Life.